# Mal Nascida
Mal Nascida (portugiesisch für: Unglücklich geboren) ist ein Filmdrama des portugiesischen Regisseurs João Canijo aus dem Jahr 2007.

## Handlung
In einem kleinen Dorf im landwirtschaftlichen und ärmlichen Landkreis von Boticas lebt Lúcia im Haus ihrer Mutter, die eine einfache Dorfkneipe betreibt. Lúcia ist unter einem schlechten Stern geboren: früh verlor sie den Vater, als die Familie in Frankreich lebte. Sie trauert seither um ihn und stößt dabei überall nur auf Zurückweisung und Misstrauen, auch, weil sie selbst allen verschlossen und abweisend gegenübertritt. Sie wird von niemandem ernst genommen und von allen schlecht behandelt, und sie lebt mit ihren traumatisierenden Erinnerungen. Ihre Mutter lebt mit dem geldgierigen Evaristo zusammen, der sie vom Ehemann durch Mord befreite und der immer wieder windige Geschäfte betreibt. Lúcia lebt in ständigem Konflikt mit beiden.
Dem Mörder ihres Vaters schwört Lúcia innerlich seither Rache und sie wartet sehnsüchtig auf die Rückkehr ihres Bruders Augusto, den sie als kleinen Jungen auf der Rückfahrt nach Portugal aussetzte, während ihre Mutter seither glaubt, er sei gestohlen worden. Von den Geschichten, dass ihr Vater in Wahrheit kaum der Heilige war, für den sie ihn hält, will sie nichts wissen. Lucia hofft weiter auf Augustos Rückkehr, um ihre Rachepläne umzusetzen und lebt bis dahin, verrückt vor geistiger Qual und Leid, in ihrer eigenen Welt, verzweifelt und ohne Hoffnung auf Trost. Nach dem Willen ihrer Mutter und ihres Stiefvaters, soll sie den geistig zurückgebliebenen Jusmino heiraten, um zurück ins Leben zu finden, aber auch um die Familienehre zu retten. Als einzige Alternative zu einer Heirat sehen Mutter und Stiefvater eine Einweisung in eine psychiatrische Einrichtung.
An einem verregneten Winterabend kommt ein Portugiese mit einem schwer verletzten Franzosen ins gerade geschlossene Café. Widerwillig werden sie eingelassen, und nur gegen eine höhere Barzahlung wird ihnen ein Zimmer vermietet. Evaristo kommt anderntags mit dem Portugiesen ins Geschäft und besorgt den beiden illegal und gegen viel Geld portugiesische Nummernschilder und Medikamente für den zunehmend elenden Franzosen. Mit heimlicher Nachhilfe durch Evaristo und Adelaide nähert sich der Franzose dann dem Tod, und der Portugiese erzählt der Familie, dieser habe sich nur zur Tarnung als Franzose ausgegeben, sei aber tatsächlich der aus Frankreich zurückgekommene Augusto, der hier Evaristo töten wollte. Die zerrüttete Lúcia hält den schließlich Verstorbenen im Arm und überschüttet ihn mit Vorwürfen. Der Portugiese sagt ihr daraufhin, Augusto sei besessen von dem Gedanken gewesen, seiner Schwester zu helfen und habe sich schließlich in einem Überfall das nötige Geld verschaffen wollen, um zu ihr zurückzukehren und ihr ein anderes Leben zu ermöglichen. Auf der Flucht sei er angeschossen worden und nun schließlich an der Verletzung gestorben, habe ihr aber die Beute hinterlassen.
Am Rande der Beerdigung offenbart sich der Portugiese heimlich Lúcia als ihr Bruder Augusto, erfährt aber im Laufe des Tages auch, dass der Vater ihre verstorbene ältere Schwester häufig missbraucht, dabei geschwängert und dann umgebracht hat, und dass er ihre Mutter Adelaide misshandelte, bis Evaristo Adelaide, die sich aufrichtig lieben, vom brutalen Ehemann erlöste. Augusto will nun lieber mit Lúcia verschwinden und mit der Beute ein neues Leben woanders beginnen. Sie aber hält eisern an ihrer Vorstellung vom Vater und damit an ihren Racheplänen fest. Sie macht Augusto betrunken und setzt ihn moralisch unter Druck, indem sie von Schlägen erzählt, die sie seit Augustos Verschwinden jahrelang durch Mutter und Evaristo erdulden musste. Emotional aufgeladen und betrunken, kommt es zwischen den Geschwistern zum Inzest. Als Evaristo die beiden betrunken überrascht, versucht Lúcia auch ihn zu verführen, er wendet sich jedoch ab.
Frühmorgens sitzt Evaristo dann im noch geschlossenen Café und zählt erfreut die 25.000 Euro der Raubbeute, die er als Nachlass des verstorbenen angeblichen Augusto vom Portugiesen ausgehändigt bekommt. Dieser aber gibt sich nun auch Evaristo als tatsächlicher Augusto zu erkennen, und gleichzeitig betritt Lúcia mit einem Messer den Raum. Schlagartig erkennt der schwankende Evaristo nun die tatsächliche Situation. Augusto ersticht Evaristo brutal. Die Mutter betritt das Café, sieht ihren erstochenen geliebten Mann und erkennt ihren vermissten Sohn. Jetzt wendet sich Lúcia mit dem blutigen Messer gegen die Mutter. Diese umarmt ihre Tochter und drückt sich willentlich in das Messer, bis sie sterbend zusammenbricht. Die beiden Geschwister und nun Waisen fallen sich daraufhin weinend in die Arme, überwältigt von dem Geschehenen und mit blutenden Händen. Von außen sieht der überforderte Jusmino zu und spielt seine getragene, immergleiche Melodie auf seinem Akkordeon.

## Produktion und Rezeption
Der Film wurde von der portugiesischen Filmproduktionsgesellschaft Clap Filmes produziert, mit finanzieller Unterstützung durch die portugiesische Filmförderungsanstalt ICA und den öffentlich-rechtlichen portugiesischen Fernsehsender RTP. Die Filmmusik stammt vom Akkordeonisten und ehemaligen Madredeus- und Sétima-Legião-Musiker Gabriel Gomes.
Seine Premiere feierte der Film am 5. September 2007 beim 64. Filmfestival von Venedig, in der Wettbewerbssektion Orizzonti. Er lief danach auf einigen weiteren Filmfestivals, darunter die brasilianische Mostra Internacional de Cinema de São Paulo (2007), das portugiesische Cineport-Filmfestival (2009) und das südkoreanische Pusan International Film Festival (2011). Er war zudem für einige Filmpreise in Portugal nominiert, darunter die Globos de Ouro 2009, und er wurde mit den CinEuphoria Awards 2010 ausgezeichnet, für die Schauspielleistungen von Márcia Breia und Fernando Luís.
In Portugal kam er am 9. Oktober 2008 in die Kinos, wo er nur in vier Sälen lief (drei Kinos in Lissabon und ein Kino in Porto) und mit 1.512 Zuschauern vor allem filmkunstinteressiertes Publikum anzog.
Mal Nascida erschien 2009 in Portugal als DVD bei Costa do Castelo.
Am 17. Oktober 2009 lief er erstmals im Fernsehen, im öffentlich-rechtlichen Kanal RTP2.